# Personaggi de La fabbrica di cioccolato
Questo è un elenco di personaggi nel libro di Roald Dahl del 1964 La fabbrica di cioccolato, il suo sequel del 1972 Il grande ascensore di cristallo e gli adattamenti cinematografici del primo, Willy Wonka e la fabbrica di cioccolato (1971) e La fabbrica di cioccolato (2005).

## Willy Wonka
Nei romanzi e nei film, Willy Wonka è l'eccentrico e geniale proprietario della più grande fabbrica di cioccolato del mondo, che produce caramelle e cioccolato. Wonka organizza un concorso, nascondendo 5 biglietti d'oro all'interno degli involucri delle sue tavolette di cioccolato, promettendo ai loro cercatori un tour della sua fabbrica e una scorta a vita del suo cioccolato.
Wonka ha un cappello a cilindro e occhi "meravigliosamente" luminosi, una voce acuta e "flautata", un viso "illuminato di divertimento e risate" e movimenti rapidi e a scatti "come uno scoiattolo". È entusiasta, loquace, amichevole e affascinante, ma a volte è insensibile ed è stato portato a glissare l'autocritica.
Nel film del 1971 Willy Wonka e la fabbrica di cioccolato, è interpretato da Gene Wilder. Sebbene la sua personalità rimanga generalmente la stessa dell'originale, qui è più malinconico e cita spesso libri e poesie. Verso la fine del film, mette alla prova la coscienza di Charlie rimproverandolo e fingendo di negargli qualsiasi ricompensa, ma assume un ruolo quasi paterno quando Charlie dopotutto si dimostra onesto. Inoltre Wonka ha un cappello marrone, una giacca viola e una camicia bianca con panciotto rosa, ha i capelli biondi e occhi azzurri come Charlie. Ha anche capelli ricci, un fiocco verde e un bastone marrone come i suoi pantaloni in questa versione, mentre in quella del 2005 ha un bastone nero. 
Nel film del 2005 La fabbrica di cioccolato, è interpretato da Johnny Depp. In questa versione, è stato aggiunto un retroscena che rivela la sua travagliata educazione: il padre di Willy (essendo un dentista) non gli permetteva di mangiare dolci a causa del potenziale rischio per i suoi denti, e il giovane Wonka se ne andò di casa per diventare un pasticciere. In questa versione ha un cappello nero con una giacca rossa e guanti color lilla, ha i capelli neri a caschetto e occhi castani.

## Famiglia Bucket

### Charlie Bucket
È il secondo personaggio principale de La fabbrica di cioccolato, il suo sequel Il grande ascensore di cristallo e gli adattamenti cinematografici di questi libri.
È raffigurato come un ragazzino gentile, educato e paziente, ma molto povero, che vive con sua madre, suo padre e i suoi quattro nonni. Nonostante le dure condizioni in cui vive, Charlie è il più assennato e dolce dei cinque bambini vincitori dei biglietti d'oro.
Nel primo film, ha un percorso giornalistico dopo la scuola. Lui e la sua famiglia seguono l'andamento della caccia ai biglietti dorati sui giornali e alla televisione. A differenza dei primi quattro finalisti, Charlie è onesto e affettuoso, preoccupandosi se gli altri bambini cattivi come Augustus e Veruca siano sopravvissuti dopo le loro prove. Nel film del 1971, Charlie ha 12 anni ed è interpretato da Peter Ostrum, nella sua unica apparizione cinematografica. Mentre nel film del 2005, Charlie ha 10 anni ed è interpretato da Freddie Highmore. Nel film del 1971 Charlie ha i capelli biondi e occhi azzurri come sua madre, mentre in quello del 2005 ha i capelli e gli occhi castani.
Nel romanzo, alla fine del tour, Wonka dichiara Charlie l'erede della fabbrica per il suo rifiuto del vizio, e la famiglia di Charlie può trasferirsi nella fabbrica. Nel film del 1971, Charlie vince la fabbrica quando restituisce un succhia succhia regalatogli da Wonka, superando così la prova morale di Wonka. Nel film del 2005, Wonka inizialmente rifiuta di permettere alla famiglia di Charlie di unirsi a loro in fabbrica, dopodiché Charlie rifiuta l'offerta di Wonka. Quando Charlie aiuta Wonka a riconciliarsi con suo padre, la famiglia si trasferisce nella fabbrica e Charlie e Wonka diventano soci.
La vedova di Dahl disse che inizialmente Charlie doveva essere nero.

### Nonno Joe Bucket
È il terzo personaggio principale, e uno dei quattro nonni costretti a letto di Charlie. Racconta a Charlie (e al lettore) la storia della fabbrica di cioccolato di Willy Wonka e il mistero dei lavoratori segreti. Quando Charlie trova il biglietto d'oro, nonno Joe salta fuori dal letto dalla gioia e viene scelto come colui che accompagnerà Charlie nel tour della fabbrica. Nel libro sequel, lui e tutti i membri della famiglia di Charlie viaggiano con Charlie e Wonka nell'ascensore di cristallo e assiste il salvataggio dell'hotel spaziale dai Cnidi Vermicolosi. L'età di nonno Joe è indicata come "novantasei e mezzo" nel primo romanzo, rendendolo il maggiore dei nonni di Charlie.
Il personaggio è stato interpretato da Jack Albertson nell'adattamento cinematografico del 1971 Willy Wonka e la fabbrica di cioccolato. Dice a Charlie che si aspetta che trovi tutti e cinque i biglietti d'oro e sicuramente si aspetta che Charlie ne trovi uno quando riceverà una tavoletta Wonka per il suo compleanno. In questo film, è spesso eccitabile, paranoico e testardo, e sembra ansioso che Charlie abbia vinto il concorso, e si arrabbia quando Charlie viene congedato senza ricompensa perché avevano violato le regole bevendo la bibita frizzo-sollevante e non seguendo il tour, il che ha indicato che Charlie ha violato il contratto, prima di rendersi conto che restituire il succhia succhia era il vero test.
Il personaggio è stato interpretato da David Kelly nell'adattamento cinematografico del 2005, La fabbrica di cioccolato. Questa versione del personaggio è scritta come più calma rispetto alla versione del 1971. Un retroscena originale del passato di nonno Joe è stato aggiunto al film di Tim Burton, in cui si dice che Joe abbia lavorato per Wonka fino a quando quest'ultimo non ha licenziato tutti i suoi lavoratori dalla sua fabbrica a causa del costante spionaggio industriale da parte dei produttori di dolciumi rivali. Quando torna alla fabbrica con Charlie per il tour, Wonka chiede se era una spia che lavorava per una fabbrica concorrente, cosa che Joe assicura che non lo era.
Sebbene nonno Joe sia stato interpretato con simpatia, egli (in particolare la rappresentazione del film del 1971) in seguito è diventato oggetto di pesanti parodie su Internet, soprattutto per il suo desiderio di accompagnare Charlie nonostante fosse costretto a letto e non contribuisse finanziariamente alla famiglia.

## Vincitori dei biglietti d'oro

### Augustus Gloop
È un bambino tedesco di 10 anni obeso, infantile, stupido, estremamente goloso e ossessionato dal cibo, che non smette mai di mangiare. È il primo a trovare un biglietto d'oro e uno dei quattro principali antagonisti di Charlie. 
Proviene dalla città immaginaria di Dusselheim in Germania nel film del 1971 e da Düsseldorf in Germania, nel film del 2005. Sua madre è molto orgogliosa del suo mangiare goloso e sembra godere dell'attenzione dei media. Nel romanzo e in entrambi i film, è ritratto come "enormemente grasso". Augustus è il primo a essere rimosso dal tour: mentre beve dal fiume di cioccolato, cade accidentalmente nel fiume e viene attirato attraverso un tubo della fabbrica. I suoi genitori sono chiamati a recuperarlo. Nel libro, è raffigurato mentre lascia la fabbrica estremamente sottopeso per essere stato schiacciato nel tubo. In entrambi i film Augustus ha i capelli biondi e occhi azzurri come Charlie del film del 1971 e in quello del 2005.
Nel film del 1971 nonostante mangi costantemente, non è obeso come nel libro e ha buone maniere a tavola. Sebbene appaia disinteressato a Charlie e agli altri tre finalisti perché la sua unica aspirazione è quella di mangiare, è visto come educato con loro. Quando Augustus cade nel fiume di cioccolato, Charlie cerca di salvarlo usando un lecca lecca gigante. È interpretato da Michael Böllner in questo film. Dal momento che Böllner non parlava correntemente l'inglese al momento della produzione del film, Augustus del 1971 ha meno battute e meno tempo sullo schermo.
Nel film del 2005, Augustus è interpretato da Philip Wiegratz e viene sempre mostrato mentre mangia cioccolato. Spesso ha il cibo imbrattato sul viso, mentre la sua obesità è molto più evidente rispetto alla versione del 1971, facendogli avere una camminata più lenta e goffa rispetto agli altri bambini. È prepotente nei confronti di Charlie nell'unico caso in cui interagiscono, poiché Augustus offre a Charlie un boccone della sua tavoletta Wonka e poi la ritrae, dicendo che Charlie avrebbe dovuto portarne un po' lui stesso. Come nel libro, viene mostrato mentre lascia la fabbrica verso la fine della storia; ma in questa versione ha la sua taglia normale, leccandosi le dita per rimuovere il cioccolato di cui è ancora ricoperto.
Nel libro, entrambi i genitori di Augustus lo accompagnano alla fabbrica. Entrambe le versioni cinematografiche lo contraddicono tuttavia, e solo sua madre va con lui.

### Veruca Salt
È una ragazzina immatura, viziata, esigente, manipolatrice, irascibile ed egoista, coetanea di Violetta e uno dei quattro principali antagonisti di Charlie. Richiede ogni singola cosa che trova di suo gradimento ed è la seconda vincitrice di un biglietto d'oro e la terza eliminata dal tour. A differenza degli altri bambini, non ha trovato lei stessa il biglietto d'oro; suo padre ha incaricato le lavoratrici della sua fabbrica di noccioline a scartare migliaia di barrette Wonka che aveva acquistato fino a quando non hanno trovato un biglietto d'oro.
Mostrando ai suoi ricchi genitori nessuna gratitudine e nessun riguardo per le proprietà altrui, Veruca spesso li infastidisce per acquistare per lei una varietà di cose diverse; quando il tour raggiunge una stanza dove gli scoiattoli addestrati testano ogni noce per vedere se è buona o cattiva - Veruca chiede ai suoi genitori di comprarne uno per lei. Wonka rifiuta, quindi entra e ne prende uno per sé. Gli scoiattoli la afferrano e la dichiarano una "cattiva". Dopodiché, sia lei che i suoi genitori vengono gettati nello scivolo della spazzatura; si vedono tutti e tre i Salt uscire dalla fabbrica coperti di immondizia.
Nell'adattamento cinematografico del 1971, Verusca (così ribattezzata nel doppiaggio italiano del 1984) ha i capelli lisci ed è interpretata da Julie Dawn Cole. Qui ha un carattere focoso, esprime sgarbatamente vari desideri senza sosta, si vanta della sua ricchezza e castiga suo padre. In questo film, non sono gli scoiattoli ma le oche a deporre speciali uova ripiene di cioccolato dorato per Pasqua, una delle quali lei richiede come nuovo animale domestico. Lei e Violet litigano in due occasioni. Verusca viene eliminata alla fine del suo numero musicale nel film ("I Want it Now") dopo essere salita su una macchina progettata per dire se le uova d'oca sono "buone" o "cattive". La macchina la giudica come un "uovo molto cattivo" e lei scompare nello scivolo della spazzatura. Suo padre è giudicato allo stesso modo e segue l'esempio.
Nell'adattamento cinematografico del 2005, ha capelli ricci ed è interpretata da Julia Winter. L'eliminazione di Veruca rimane quasi la stessa del libro e della versione di Tom e Jerry, con solo poche modifiche apportate. Il suo comportamento è meno veemente ma più odioso, rispetto alla versione del 1971. Quando interferisce con gli scoiattoli addestrati usati da Willy Wonka per selezionare le migliori noci da cuocere nelle barrette di cioccolato, viene giudicata come una "noce cattiva" dagli scoiattoli e scartata nello scivolo della spazzatura adiacente e viene seguita dal padre. Entrambi lasciano la fabbrica ricoperti di spazzatura e quando lei vede il grande ascensore di vetro ne richiede uno simile; tuttavia invece di soddisfare le richieste di Veruca come prima, il padre le dice fermamente che quello che avrà oggi "sarà un bagno, nient'altro". Non solo è cambiata la sua opinione su Veruca ma anche il suo modo di disciplinarla.
In Tom & Jerry: Willy Wonka e la fabbrica di cioccolato,i due protagonisti salvano la ragazzina dalla sua punizione.

### Violetta/Violet Beauregarde
È una ragazzina di 10 anni competitiva, ambiziosa, orgogliosa e ossessionata dalle gomme da masticare, la terza persona a trovare un biglietto d'oro, uno dei quattro principali antagonisti di Charlie, e la seconda ad essere eliminata dal tour. A suo modo abile, Violet mastica una gomma ossessivamente e si vanta di aver masticato lo stesso pezzo "per tre mesi", un record mondiale che Violet proclama essere stato precedentemente detenuto dalla sua migliore amica Cornelia Prinzmetel, motivo per cui ha vinto trofei per masticare gomme e altre attività. Ha i capelli castani nel film del 1971, mentre nel film del 2005 ha i capelli biondi. Nel film del 1971, viene mostrato che viene da Miles City, nel Montana, mentre nel film del 2005 viene da Atlanta, in Georgia.
Quando Wonka mostra al gruppo la stanza delle invenzioni, si ferma per mostrare un nuovo tipo di gomma sperimentale. La gomma funge anche da pasto di tre portate composto da zuppa di pomodoro, roast beef e patate al forno, torta di mirtilli e gelato. Violetta è incuriosita e desiderosa di provarla, nonostante le proteste di Wonka, masticando la gomma. È deliziata dai suoi effetti ma quando raggiunge il dessert, la torta di mirtilli la sua pelle inizia a prendere un colore violetto e il suo corpo inizia a gonfiarsi, riempiendosi di succo di mirtillo. Quando il suo gonfiore si ferma assomiglia a un mirtillo, costringendo Wonka a farla rotolare dagli Umpa Lumpa nella stanza dei succhi per spremere il succo da lei. Viene vista per l'ultima volta lasciare la fabbrica con gli altri bambini, ripristinata alle sue dimensioni normali e diventata più flessibile, ma il nuovo colore della sua pelle rimane ed è molto probabilmente permanente poiché Wonka dice che non c'è nulla che si possa fare per riportare la sua pelle originale.
Nel film del 1971, Violet è impaziente, arrogante, egocentrica, vanitosa e impulsiva. È accompagnata da suo padre Sam Beauregarde, un venditore di auto e politico dalla parlantina veloce che cerca di pubblicizzare la sua attività durante l'intervista televisiva di Violet. Sminuisce Cornelia Prinzmetel più di quanto non facesse nel libro. È gentile con tutti ad eccezione di Veruca Salt, con la quale litiga con insistenza. La sua forma di mirtillo è relativamente piccola e il colore dei suoi capelli rimane invariato. Violet viene informata che deve essere spremuta immediatamente prima che esploda e viene vista per l'ultima volta mentre si dirige verso la Sala dei Succhi. Qui è interpretata da Denise Nickerson.
Nel film del 2005, Violetta (nel doppiaggio italiano) è interpretata da AnnaSophia Robb. Qui ha i capelli biondi, gli occhi verdi e una personalità rude e competitiva. Oltre a masticare gomme, ha anche molti altri interessi che riflettono la sua ossessione di vincere sempre, come nel karate. È accompagnata da sua madre single, Scarlett Beauregarde (un'ex campionessa di manganelli), la cui personalità competitiva sembra aver avuto un'influenza su sua figlia, poiché Scarlett esprime orgoglio per i 263 trofei e medaglie di Violetta. Cornelia Prinzmetel non è stata menzionata in questo film. Violetta si mostra anche antisociale e prepotente quando insulta brevemente Charlie, strappandogli un pezzo di dolce dalla mano e definendolo un perdente quando cerca di interagire con lei senza successo. Quando prova la gomma, si gonfia in un mirtillo gigantesco e diventa blu su tutto il corpo tranne le labbra, prima di essere portata via dagli Umpa Lumpa per spremere il succo dal suo corpo. Violetta viene mostrata mentre esce dalla fabbrica facendo ginnastica a ruota come conseguenza della sua maggiore flessibilità di cui è felice, anche se la madre è contrariata dal fatto che sua figlia sia blu.

### Mike Tivù/Travis (Teavee)
È un bambino di 9 anni nel film del 1971 teledipendente, che preferisce i film violenti (in particolare western e di gangster), coetaneo di Augustus sia il quarto vincitore del biglietto d'oro che il quarto eliminato dal tour, e uno dei quattro principali antagonisti di Charlie. È stato descritto come adornato con 18 pistole giocattolo che "spara" mentre guardava i gangster in TV. È irascibile e pigro, ma anche intelligente. Come ha trovato il suo biglietto d'oro non viene mai spiegato nel libro o nel film del 1971, poiché è troppo assorbito dalla sua visione televisiva per parlarne con la stampa. Nel film del 2005, ha una spiegazione su come ha trovato il biglietto d'oro: ha usato un algoritmo per trovarlo come esercizio intellettuale. Nel libro, entrambi i genitori di Mike visitano la fabbrica con lui. Durante un'esibizione della tecnologia di miniaturizzazione, utilizzata per trasportare il cioccolato, Mike si rimpicciolisce, Willy Wonka chiede a un Umpa Lumpa di portare la famiglia Teavee in una stanza per riportare Mike alla normalità. Mike è stato visto per l'ultima volta uscire dalla fabbrica, ora alto 3 m perché gli Umpa Lumpa lo avevano allungato eccessivamente. Il suo cognome ricorda la parola TV in relazione al suo amore per l'elettronica.
Nel film del 1971, Mike è interpretato da Paris Themmen e il suo cognome è scritto "Teevee" nei titoli di coda (Travis nel doppiaggio italiano del 1984). Mike ha 9 anni ed è accompagnato in fabbrica da sua madre nervosa. Viene dalla città immaginaria di Marble Falls, in Arizona, ama i film western e indossa abiti da cowboy. Fa continui riferimenti a programmi televisivi durante tutto il tour della fabbrica e si presenta come una specie di sapientone. Sebbene facilmente infastidito, non ha grossi problemi di rabbia e va d'accordo relativamente bene con gli altri bambini. Dopo essere stato rimpicciolito, Mike viene portato per essere riportato alla normalità, il che fa svenire sua madre; a differenza del libro, lui (su consiglio di sua madre) è ricettivo alla tangente di Slugworth.
Nel film del 2005 Mike ha 13 anni, è interpretato da Jordan Fry e i suoi interessi sono aggiornati e molto distruttivi, con Internet e videogiochi (soprattutto cruenti sparatutto in prima persona), oltre alla visione televisiva. In questa versione, è di Denver, in Colorado, è accompagnato da suo padre ed è ritratto come più irrispettoso e violento. Ogni volta che dice qualcosa di critico nei confronti della compagnia di Wonka, o delle sue idee, Wonka reagisce come se Mike stesse borbottando, anche se non lo fa. È in grado di trovare il biglietto d'oro usando la matematica e la logica, anche se ammette che non gli piace nemmeno il cioccolato. Alla sala del TeleCioccolato, Mike fa notare che Wonka potrebbe usare il suo dispositivo di teletrasporto per rivoluzionare l'umanità, invece di distribuire i suoi prodotti, ignorando il fatto che qualsiasi cosa inviata dalla televisione si rimpicciolisce. Quando il signor Tivu cerca di ragionare con suo figlio, il ragazzo insulta Wonka e si manda in televisione. Willy Wonka chiede quindi a un Umpa Lumpa di portare Mike e suo padre nel tira-impasto per far tornare Mike alla normalità. Quando Mike e suo padre vengono successivamente visti lasciare la fabbrica, Mike è altissimo e bidimensionale.

## Altri personaggi

### Arthur Slugworth
Nel libro, Slugworth è uno dei cioccolatieri rivali di Willy Wonka. Slugworth, insieme agli altri rivali di Wonka, ha inviato spie per rubare le ricette segrete delle prelibatezze di Wonka, che ha plagiato (nel suo caso, ha realizzato palloncini di caramelle che potevano essere gonfiati a grandi dimensioni), quasi rovinando la fabbrica di Wonka. Dopo che Wonka riapre la sua fabbrica (gestita esclusivamente dagli Umpa Lumpa), di Slugworth non si ha più notizia, ma si afferma che avrebbe dato ciascuno dei suoi denti anteriori per entrare nella stanza delle invenzioni di Wonka (laboratorio / stanza del cioccolato nel libro) per tre minuti. Nel film del 1971, Willy Wonka afferma che Slugworth avrebbe dato i suoi denti d'oro per entrare per soli cinque minuti.
Slugworth ha un ruolo più importante come cattivo enigmatico nel film del 1971. All'interno del negozio di caramelle di Bill, i prodotti e le insegne di Wonka sono i più visibili; ma anche i Sizzlers di Slugworth sono importanti e uno viene persino venduto a un bambino. Nonno Joe descrive Slugworth come il peggiore dei rivali di Wonka. Quando ogni biglietto d'oro viene trovato, un uomo sinistro si avvicina al cercatore e gli sussurra qualcosa all'orecchio. Dopo che Charlie ha trovato l'ultimo biglietto, lo stesso uomo si avvicina anche a Charlie, si presenta come Arthur Slugworth e offre al bambino una tangente per portargli un "succhia succhia che mai si consuma" appena inventato, permettendogli di plagiare la formula e prevenire il futura invenzione dal rovinare la sua attività. Due dei bambini (Verusca e Mike) rispondono alla tangente di Slugworth; ma Charlie, quando tentato, restituisce il succhia succhia a Wonka. Wonka alla fine rivela che il tentatore non è Slugworth, ma il suo stesso impiegato, il signor Wilkinson, e che la sua offerta era una prova morale del personaggio. Slugworth / Wilkinson è stato interpretato da Günter Meisner, un attore della Germania occidentale, mentre la sua voce parlante è fornita da un Walker Edmiston non accreditato.
Slugworth fa solo un'apparizione in una frazione di secondo nel film del 2005 in cui, insieme al signor Ficklegruber e al signor Prodnose, sta inviando spie per rubare gli ingredienti dalla fabbrica di Wonka, proprio come nel libro. È qui interpretato da Philip Philmar in una scena in cui una delle sue spie lo incontra e gli dà una copia di un ingrediente.
Nella versione Tom e Jerry del film del 1971, Slugworth è l'antagonista principale invece di un enigmatico cattivo. Quando incontra Charlie per la prima volta, canta una cover della canzone di Veruca "I Want it Now!" e lo canta anche in duetto con Veruca durante la sua caduta. Si allea con Spike per rubare un succhia succhia dalla fabbrica, ma i due vengono contrastati da Charlie, Tom e Jerry. Nonostante sia più enfatizzato come un cattivo, si scopre comunque che è il dipendente di Wonka, il signor Wilkinson, con grande sgomento di Tom e Jerry. Tuttavia, il gatto e il topo ottengono l'ultima parola su Slugworth / Wilkinson e Spike rimpicciolendoli con la Wonkavisione. 
Nel film del 2023 Arthur Slugworth è l'antagonista principale insieme a Prondose e Ficklebruger. Indossa una giacca blu ed è lo zio paterno della protagonista secondaria Noodle. Alla fine del film viene arrestato. 

### Umpa Lumpa
Gli Umpa Lumpa sono piccoli umani che sono stati predati dai vari predatori che risiedono nella loro terra natale prima che Wonka li invitasse a lavorare nella sua fabbrica. Sono pagati con il loro cibo preferito, le fave di cacao, che erano estremamente rari sulla loro isola. Gli Umpa Lumpa sono un po' dispettosi, amano fare scherzi pratici e cantare canzoni che, secondo Wonka, sono molto bravi a improvvisare. Cantano una canzone alla fine della punizione di ogni bambino.
Nelle prime edizioni del romanzo, gli Umpa Lumpa sono mostrati come pigmei neri dell'Africa. Nel film del 1971 Willy Wonka e la fabbrica di cioccolato sono stati riscritti per essere interpretati da attori con nanismo e ritratti come uomini dalla pelle arancione e dai capelli verdi con camicie a righe e pantaloni larghi simili a lederhosen a seguito delle critiche della National Association for the Advancement di Colored People che l'importazione di Umpa Lumpa africani nella fabbrica aveva sfumature di schiavitù. Dopo l'uscita del film, Dahl si è difeso dalle accuse di razzismo, ma si è ritrovato a simpatizzare con i commenti della NAACP. Nel 1973, Dahl li riscrisse per avere la pelle bianca.
Nel film del 1971, sono stati interpretati da Rudy Borgstaller, George Claydon, Malcolm Dixon, Rusty Goffe, Ismed Hassan, Norman McGlen, Angelo Muscat, Pepe Poupee, Marcus Powell e Albert Wilkinson.
Nel film del 2005, gli Umpa Lumpa sono tutti interpretati da Deep Roy e sono praticamente identici. Indossano i loro abiti tribali durante il loro soggiorno a Lumpaland e le tipiche uniformi da operaio nella fabbrica di Wonka. Alcune delle femmine, come Doris, lavorano negli uffici dell'amministrazione. Nel riavvio, Willy Wonka ha spiegato ai visitatori come gli Umpa Lumpa sono stati assunti per lavorare in fabbrica e Wonka ha persino visitato Lumpaland in una sequenza di flashback.

## Introdotti nei film

### Signor Turkentine
Il signor Turkentine è l'insegnante di scuola di Charlie Bucket e appare nel film del 1971, ma non nel libro o nel film del 2005. 
Ha uno strano senso dell'umorismo, che usa per esprimere la conoscenza. Chiede a Charlie di aiutarlo a creare una medicina usando diversi elementi scientifici per la classe, ma la dimostrazione viene interrotta a causa della frenetica ricerca del biglietto d'oro per Willy Wonka. Il signor Turkentine, quando sente la notizia dei biglietti d'oro durante la lezione, congeda la classe e finisce. Più tardi, quando viene rivelato che tutti i biglietti sarebbero stati trovati terminando con un milionario paraguaiano, decide di usare le tavolette Wonka come esempio per insegnare alla sua classe le percentuali. Usa alcuni studenti come esempi per la classe, incluso Charlie. Charlie, tuttavia, rivela di aver aperto solo due barrette Wonka durante la ricerca e quindi, per rendere più facile la sua classe, decide di fingere che Charlie ne abbia aperti 200. 
Il signor Turkentine è interpretato dall'attore britannico David Battley.

### Dr. Wilbur Wonka
Il Dr. Wilbur Wonka è il padre di Willy Wonka nell'adattamento cinematografico del 2005. 
Wilbur era il miglior dentista della sua città. Mentre Willy Wonka era un bambino gli vennero imposte regole rigide da parte del genitore, che gli mise un ingombrante apparecchio per i denti e vietandogli di mangiare dolci e caramelle. Quando Willy gli disse che voleva diventare un pasticciere, Wilbur lo rinnegò e Willy se ne andò di casa. Decenni dopo, Willy e Wilbur si sono riconciliati grazie a Charlie Bucket. 
Il dottor Wonka è interpretato da Christopher Lee e doppiato in italiano da Michele Kalamera.